# Marcipa madegassa
Marcipa madegassa är en fjärilsart som beskrevs av Pierre E.L. Viette 1958. Marcipa madegassa ingår i släktet Marcipa och familjen nattflyn. Inga underarter finns listade i Catalogue of Life.